# Josef Štolovský
Josef Štolovský (2. srpna 1879 Rychnov nad Kněžnou – 10. února 1936 Praha), byl český akademický malíř, průmyslový podnikatel a komerční rada v Praze.

## Život
Josef Štolovský se narodil v Rychnově nad Kněžnou obuvníkovi Teodoru Štolovskému a jeho ženě Žofii rozené Nedvídkové. Pocházel z dvojčat, ale bratr Alois 8. října 1879 zemřel.
Po absolvování základního vzdělání studoval v letech 1899–1904 na pražské akademii v krajinářské škole u prof. Rudolfa Ottenfelda. V roce 1905 pokračoval ve studiu v Mnichově, kde navštěvoval figurální speciálku prof. Carla von Marra. Při pobytu v Mnichově se rovněž intenzivně zabýval studiem barev. Při práci střídal ateliér s laboratoří. Tam našel v tomto oboru jako učitele chemika Adolfa Wilhelma Keima, který ho zasvěcoval do výroby barev.
Po odchodu z Mnichova se odebral na studijní cesty. Navštívil Bosnu, Hercegovinu, Dalmácii, Srbsko a Rumunsko. Další cesta jej zavedla do Švýcarska. Na cestách sbíral motivy ke svým obrazům. Maloval také v Čechách a na Moravě.
V roce 1909 se mu narodil syn (Zbyněk Štolovský, * 31. 10. 1909 Kostelec nad Orlicí, † 1. 7. 1956 Buenos Aires; Ing., malíř, cestovatel, spisovatel).
Od roku 1909 si sám vyráběl malířské barvy a následně rozšířil výrobu o barvy olejové, akvarelové a temperové. V roce 1910 založil v Praze podnik na výrobu barev, který pod značkou ŠTOLO vstoupil do povědomí malířů. V roce 1911 se rodina přestěhovala do Prahy. Po zkonsolidování podniku se od roku 1925 vrátil k malování.
Štolovský byl čestným členem a předsedou JUV v Praze a spoluzakladatelem Syndikátu výtvarných umělců československých.
Josef Štolovský zachycoval život lidí, maloval obrazy se sociální tematikou, zachycoval přírodu a krajinu, také industriální architekturu. Je mj. autorem cyklu Ze zákulisí Národního divadla v Praze.
Zemřel v Praze10. února 1936 a pohřben je v rodinném hrobě na Vinohradském hřbitově.

## Galerie

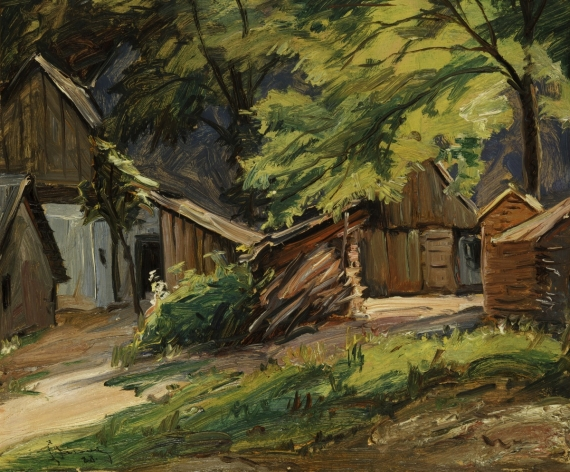
Josef Štolovský – Dvoreček
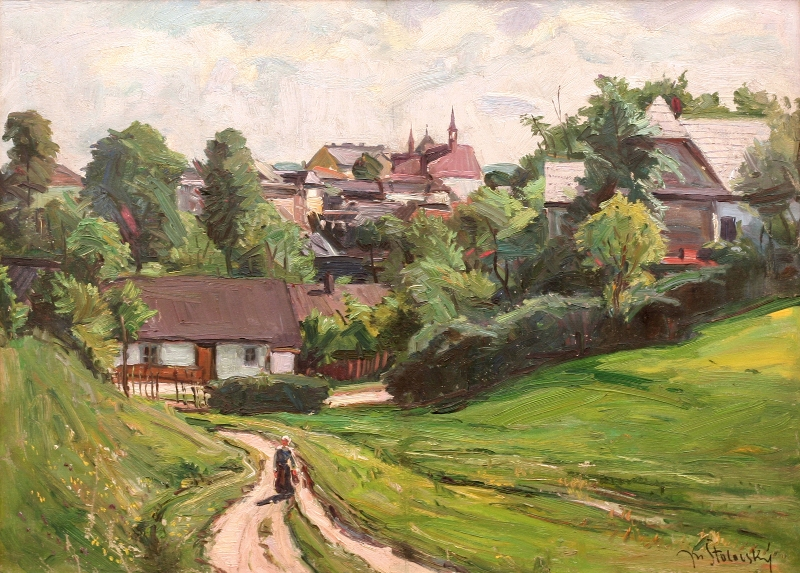
Josef Štolovský – Rychnov – kostel sv. Havla (1915–1920)
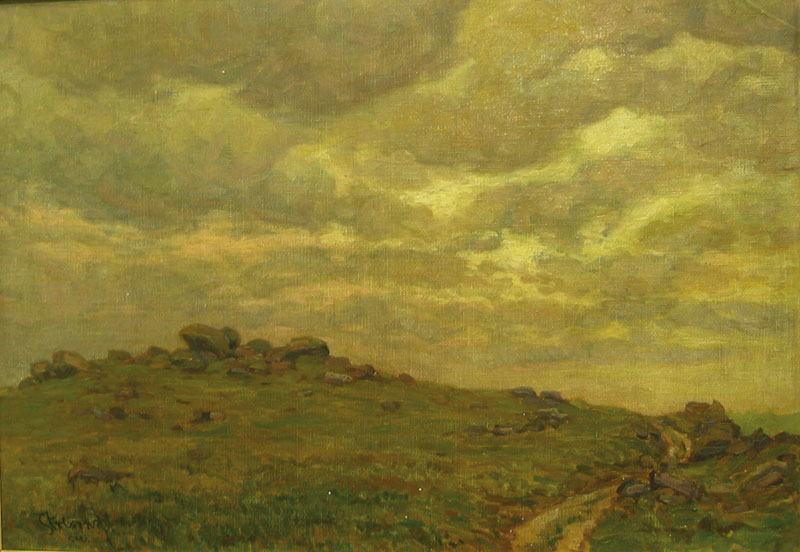
Josef Štolovský – Krajina před Bouří
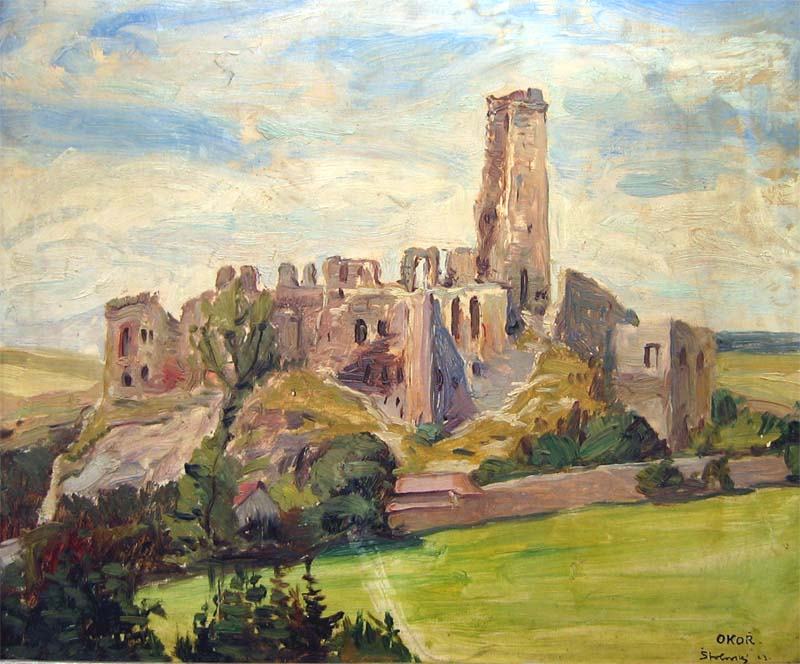
Josef Štolovský – Okoř (1923)
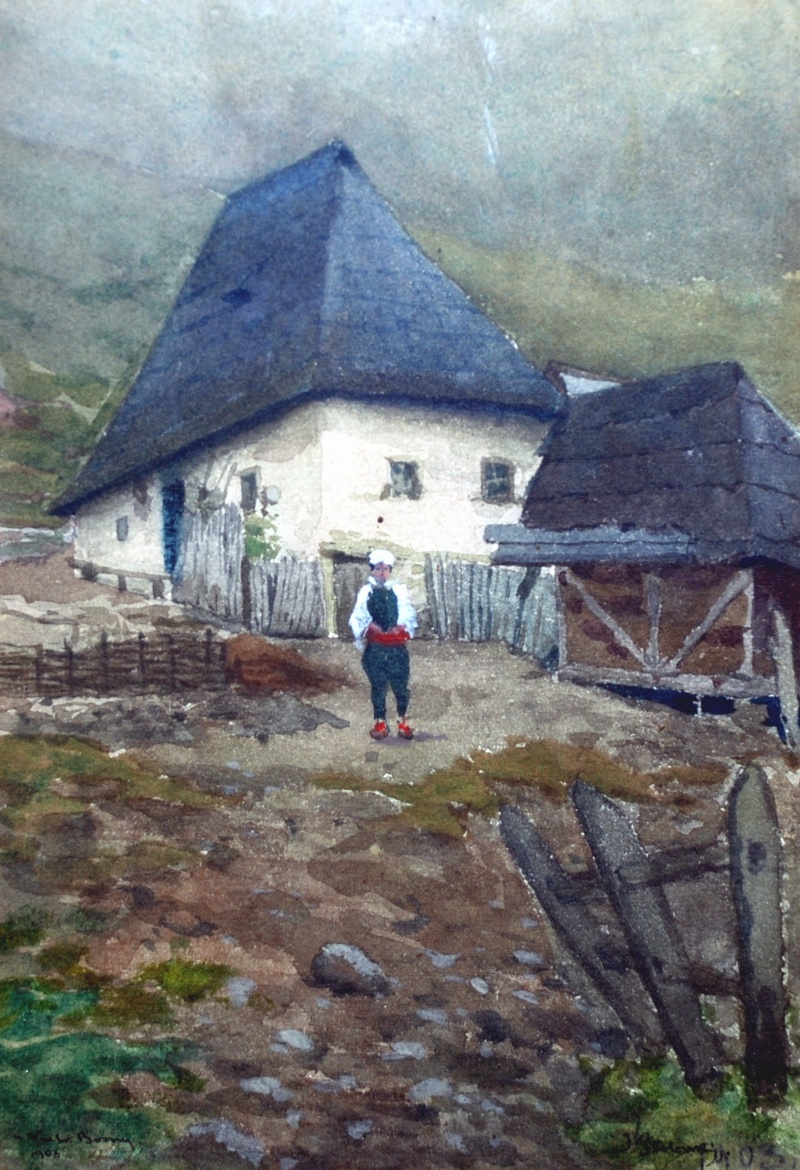
Josef Štolovský – Bosenský chlapec (1903)
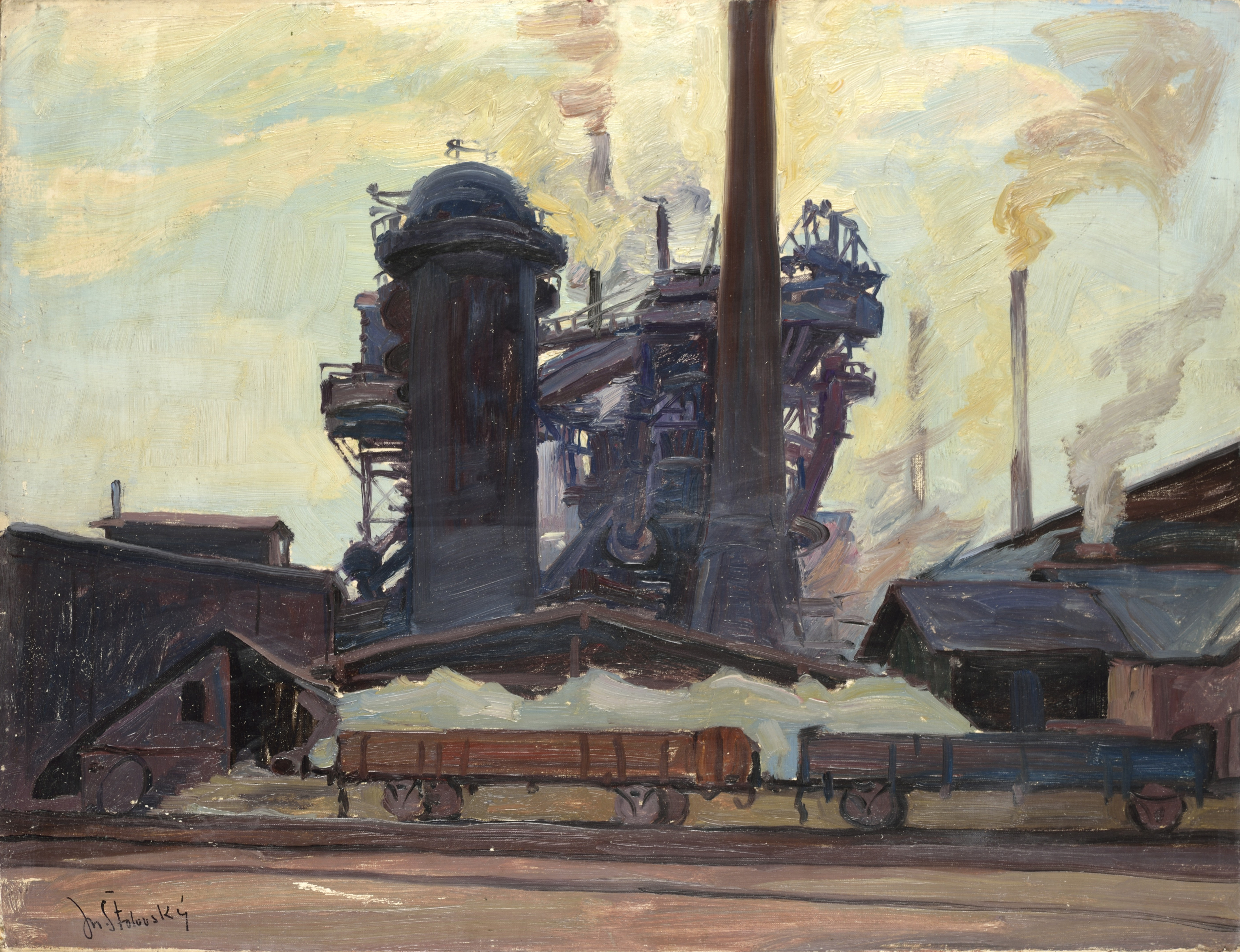
Josef Štolovský – Vysoká pec v Třinci
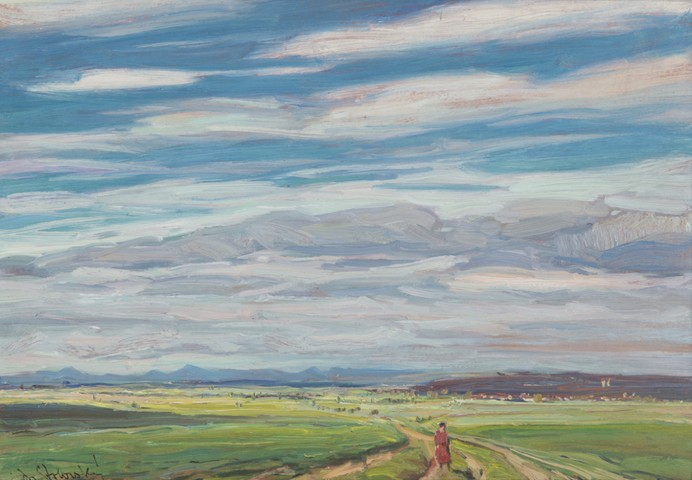
Josef Štolovský – Pohled z Kunětické hory
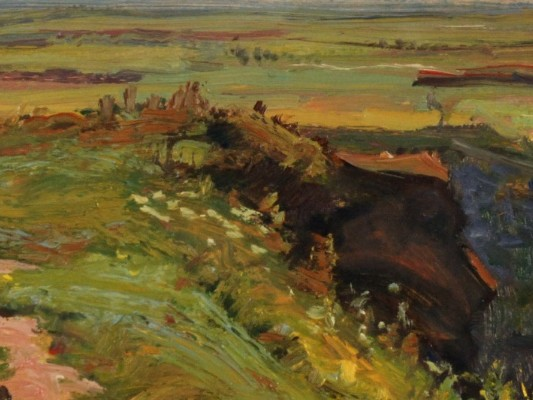
Josef Štolovský – Pohled z Kunětické hory